# Herbie: Rescue Rally
Disney's Herbie: Rescue Rally es un videojuego de carreras desarrollado por Climax Handheld Games y publicado por Disney Interactive Studios para Nintendo DS. Se basa en la serie de películas Herbie de Disney.

## Jugabilidad
A pesar de que el juego se lanzó dos años después de la película Herbie: Fully Loaded de Disney y su videojuego relacionado, Rescue Rally incluye una nueva trama con diferentes personajes. Herbie y Louise Noble deben recuperar el santuario de animales de su familia de manos de Edward Vile compitiendo en una carrera entre estados y ganando un millón de dólares.
Similar a otros videojuegos de carreras como Mario Kart, el modo de juego consiste en conducir a aceleradores y power-ups. El juego contiene cuatro pistas de carreras, un modo Historia y un modo multijugador a través de Multi-Card Play.

## Recepción
IGN le dio al juego un 7.3/10, afirmando que "se siente extraño decir que Herbie Rescue Rally es un buen juego. Para un sistema que carece seriamente de títulos de carreras sólidos, es refrescante encontrar uno que al menos vale la pena jugar".